# 核抑止
核抑止（かくよくし）とは、対立する核保有国間において、核兵器による報復の意思と能力を信憑性をもって相手国に伝達し、それを認識させることが、互いに核兵器の使用を意図的に躊躇する状況を作り出し、結果として重大な核戦争または核戦争につながる全面戦争が回避される、という考え方で、核戦略が依拠する理論の一つである。核抑止論とも呼ばれる。

## 核抑止
核抑止は2つの意味を持つ。当初の意味としては、核保有国と非核保有国の間において、非核保有国が核保有国からの核攻撃を避けようとするため、非核保有国からの侵攻による戦争が抑止されるというものである。もう一つは1960年代以降に確立した、核保有国間において、双方が核兵器の応酬による収拾し難い壊滅的な結果を避けようとするため、自制的となり核の使用が抑止されるというものである。
前者の戦争抑止については、核保有国と非保有国間で成立すると考えられた。これは冷戦初期の、アメリカのみが核保有国であったころに強い支持を受けた。事実、アメリカは核戦力一辺倒に傾倒し、朝鮮戦争においては兵力に不自由するほどの通常戦力の減勢を行った。
しかし、1949年にソ連が原爆実験に成功して以降、米ソ両国は核戦争に打ち勝つ（国家を破滅させうるだけの）核戦力の構築に努めたが、米ソ双方の核戦力が相互の国家を破壊できるだけの質と量を整えた1960年代以降は、いかに国家の破滅に至る核使用を躊躇させる軍事的・経済的状況を維持するかにシフトした。この状況においては必ずしも戦争の抑止は目的とされず、また戦術分野に分類される核兵器の使用を否定することにもならない。
1960年代、早期警戒衛星の配備で、米ソ両国は相手の核ミサイル発射をより早く的確に察知できるようになった。これにより敵の核ミサイルが着弾する前に報復核攻撃を決断することが可能になった。
相互確証破壊（Mutual Assured Destruction、MAD、1965年）は最も知られた核抑止理論で、ロバート・マクナマラによって発表された。元は確証破壊戦略（Assured Destruction Strategy、1954年）に遡る。米ソの一方が、他方に先制奇襲第一撃を企図しても、生残核戦力による報復第二撃によって、攻撃国に耐え難い損害が生じるため、双方で先制奇襲核攻撃を控えざるを得なくなり、核戦争を抑止するというドクトリンである。
核戦力も通常戦力も、軍事力による戦争抑止と言う意味では手段に過ぎないため、手持ちの戦力をいかに有効に抑止力に転化させるかという観点から、核抑止理論も大量報復戦略（ニュールック戦略、1954年）、柔軟対応戦略（Flexible Responce Strategy、1961年）、損害限定（Damage Limitation、1964年）、相殺戦略（Countervailing Strategy、1980年）、戦略防衛構想（Strategic Defense Initiative, SDI、1983年）など、時代や技術発展を受け変化した。
ソ連崩壊の直後からロシアの政治的・経済的安定が図られた21世紀までの間に、旧ソ連の核関連技術の流出があり、さらにはアメリカ一極化への対抗から中国が支援した事もあり、イラン、パキスタン、北朝鮮における核拡散が発生した。これらは冷戦期の米ソ二極対立における核抑止とは異なる核保有・核兵器使用の動機となるため、別種の対策が必要となる。

## 抑止論
抑止は大きく分けて2つあり、一つは「懲罰的抑止」、もう一つは「拒否的抑止」である。

### 懲罰的抑止
懲罰的抑止（英: deterrence by punishment）とは、相手国の第一撃後に報復的な反撃を行える非脆弱な第二撃能力を構築することにより、相手国に利得に見合わない耐え難い損害が生じると認識させ、その挑戦の意思を挫く抑止である。そのため、この抑止では核兵器は存在するだけでよく、対価値報復能力の非脆弱性が重要となる。相互確証破壊や「核の傘」は、この懲罰的抑止に該当する。

### 拒否的抑止
拒否的抑止（英: deterrence by denial）とは、相手国の攻撃能力を無力化する第一撃能力や攻撃を阻止する防衛能力を構築し、相手国に、自国の受ける損害が限定的で目標達成が拒否されると認識させ、その挑戦の意思を挫く抑止である。そのため、核の使用を前提としない懲罰的抑止とは異なり、拒否的抑止では損害を限定して核戦争を遂行し勝利する態勢の構築により、逆説的に相手国の核使用を抑止する。その態勢は、対兵力攻撃能力やミサイル防衛、核シェルターなどから成り立つ。戦略防衛構想は、この拒否的抑止に該当する。

## 核抑止が成立しない場合
非核兵器保有国に対してであっても、核を使用した場合には同盟した核兵器保有国からの報復（核の傘）が機能する状況であるとしても、それでもなお核兵器の使用を抑制できない例として、次のケースが考えられる。

### 非国家主体の核
国家に支援されたテロリストによる核テロリズムは、2000年代のアメリカで最大の脅威だとされた。国家と異なりテロリストには報復核攻撃される都市がないので、テロリストがアメリカや同盟国の都市で核兵器を爆発させることを核戦力で抑止できないというパラドックスである。冷戦期型の懲罰的な核抑止は社会への受け入れ難い損害の脅迫に基づくので、明確な社会を持たない非対称な非国家主体相手には、そのまま適用できない。そのため非国家主体に対しては、通常戦力による精密攻撃や斬首作戦、ヒト・モノ・カネの移動制限による生活基盤の破壊、監視によるテロの未然阻止の取り組みなど、拒否的抑止も含めた多岐にわたる手段で抑止を試みるテーラード抑止が考えられている。

### 敗亡寸前の国家の核
核保有国同士の通常戦力による軍事衝突において、敗亡寸前となった国家が、自暴自棄にあるいは、局面の打開を目的として合理的に核を使用する可能性がある。これは既に軍事的に劣勢で敗亡寸前であるため、失うものがなく懲罰的な脅迫は意味をなさないためである。なお、敗亡寸前の国家であっても、国家体制そのものが保証されるのであれば核使用の可能性は低く、また軍事的に優勢になった国家も、相手国による核使用を恐れて国家体制を転覆するまでの攻勢を思いとどめる可能性が高い。
なおロシアの核ドクトリンでは核使用の条件の一つを、国家が存立の危機に瀕した時、としている。

### 死活的国益を脅かした場合
ある核保有国の死活的国益を犯すような軍事的行動を他国がとった場合、その国家は比例原則を無視して対応する可能性があり、そこには核使用も含まれる。これは中国にとっての台湾が知られ、中国は台湾を「核心的利益」だとする声明を繰り返し発表している。

## 核抑止への批判と指摘される問題点
- 国際司法裁判所が1996年に「核兵器による威嚇とその使用は、武力紛争に関する国際法、とりわけ国際人道法に一般的に違反する」と勧告した[要出典]。

- 核抑止による平和は、「相手に核攻撃されるかもしれない」という「相互不信」と「恐怖」が両国間に横たわり、互いの社会を人質として脅迫しあった中で保たれるので、本来の平和とは大きく逸脱しているのではないかという指摘[要出典][誰?]。

- 核抑止は核報復による脅しで成立するが、相手国の第一撃の時点で、特に首都機能を標的とされた場合は、甚えがたい損害が発生する。加えて、揮命令系統が混乱するので核報復の実行は困難ではないかという指摘[要出典][誰?]。

- 相互核抑止によって戦略レベルで安定しても、核エスカレーションに至らない範囲では現状変更を行うことができるため、かえって通常戦力のレベルで不安定化する。[要出典]。

- 使用された核兵器の量によっては核の冬に繋がる可能性があり、核戦争に伴う周辺国の環境被害も考慮しなければならない[8]。

## 拡大抑止
自国に対する武力攻撃の抑止を「基本抑止（英: basic  deterrence）」といい、同盟国に対する武力攻撃の抑止を「拡大抑止（英: extended deterrence）」という。拡大抑止の中で通常戦力を用いたものを「拡大通常抑止（英: extended conventional deterrence）」、核戦力を用いたものを「拡大核抑止（英: extended nuclear deterrence）」または「核の傘（英: nuclear umbrella）」という。拡大核抑止は、アメリカまたはロシア（1991年以前はソ連）が、同盟国に対する第三国からの武力攻撃には報復核攻撃を行うという威嚇によって、第三国の武力攻撃の意図を挫折させる試みであり、冷戦が終わった現在でも存在している。

### 拡大抑止の信頼性への疑問
一般に基本抑止に比べ、拡大抑止には信憑性が伴いにくいとされ、信頼性の論議は米ソ冷戦時代から存在する。冷戦時代に米ソ両国から「報復をしない」という言質を取れる国家は存在しなかった。アメリカ政府は公式には同盟国への拡大抑止を一度も否定したことは無く、今後も拡大抑止を維持することを再三明言している。しかし、それは同盟国や仮想敵国に対する外交戦略としての政治的アピールであるとされる。特に拡大核抑止の場合、もし同盟国が核攻撃を受けた際に、アメリカが自国の損害と全面戦争の危険性を覚悟して、実際に報復核攻撃を選択するのかについて「ニューヨークを犠牲にしてパリを守るのか」と実効性に疑問がしばしば提起される。
湾岸戦争においてパトリオットミサイルが政治的に大きな効果を上げ、アメリカがそれ以来ミサイル防衛に熱心なことも「アメリカは報復義務を怠り、その代わりパトリオットミサイル派遣で済ますつもりではないか？」という疑念を増幅させている。
- アメリカの核の傘に対する否定的な考えは、アメリカの政治家や学者からも出ている[13][誰?]。アメリカの核の傘への否定意見の根拠は、直接アメリカ政府高官にインタビューした経験や、意見交換した経緯などを基にしている[要出典]。
- 長谷川幸洋によれば元アメリカ国務長官のヘンリー・キッシンジャーは著書『核兵器と外交政策』で、「『米国の大統領は西半球以外の国である日本は守る価値がない、と判断するだろう』と指摘した」という[14]。
- CIA長官を務めたスタンスフィールド・ターナー[15]は「もしロシアが日本に核ミサイルを撃ち込んでも、アメリカがロシアに対して核攻撃をかけるはずがない」と断言した[要出典]。
- 元国務次官補のカール・フォードは「自主的な核抑止力を持たない日本は、もし有事の際、米軍と共に行動していてもニュークリア・ブラックメール（核による脅迫）をかけられた途端、降伏または大幅な譲歩の末停戦に応じなければならない」といった[要出典]。
- 以下のアメリカの要人が、アメリカの核の傘を否定する発言をしている[要出典]。
  - サミュエル・P・ハンティントン（ハーバード大学比較政治学教授）
  - マーク・カーク（連邦下院軍事委メンバー）
  - ケネス・ウォルツ（国際政治学者、カリフォルニア大学バークレー校名誉教授）
  - エニ・ファレオマバエガ（下院外交委・アジア太平洋小委員会委員）
- 核報復を想定してもなお自国の被害を顧みない独裁者が存在することも想定される。
- 1970年代、欧州においてアメリカの拡大抑止の信頼性に対する論争があった。1972年、ソ連は中距離弾道ミサイルのSS-20を配備し、これは欧州にとって脅威となった。アメリカが「欧州が核攻撃されても、ソ連に対し復核報攻撃を行う」と説得したものの、欧州諸国はこれまでより強い核のプレゼンスと、同等の中距離弾道ミサイルを欧州に配備するよう求め、パーシングIIが欧州各国に配備され[11]、米国は拡大核抑止の信頼性を上げようとした[16]。

- 2016年に行われたアメリカ国家安全保障会議の机上演習において、ロシアがバルト三国への侵攻で核兵器を使用した場合、１度目の演習では通常戦力で報復を行い、2度目の演習ではロシアの同盟国であるベラルーシに核攻撃を行ったとされ、非核戦力での報復も実際に選択された[17]。

これに対し、アメリカによる「核の傘」の提供は、アメリカを盟主とする一大同盟の存続理由でもあり、たとえニューヨークが消えようがワシントンが吹き飛ばされようが、アメリカが「核の傘」を提供すると明言した以上、報復核攻撃は行われるとする説もある。なぜならば、アメリカが報復核攻撃を行わなかった場合には、アメリカの国際社会における権威が失墜し、アメリカを盟主とする同盟が事実上解体の危機に晒されるなど、アメリカの政治的利益の損失が甚大だからである。言い換えれば、同盟国に対する核攻撃はアメリカの国際社会における覇権に対する挑戦であるので、アメリカは同国の利益のために報復核攻撃を行うであろうとする説である。しかし、このような覇権維持のための軍事報復は核兵器によらずとも可能であり、核による直接報復の必要性は無いとも言える。

## 不確実性による抑止の有効論
ある国が本当に核兵器によって反撃してくるかという「拡大抑止」問題をゲーム理論でとらえると、その国自身を含めて関係当事国が「その国が核によって反撃するかしないか」本当の答えを知らない、または起こってみないとわからないという点では、その国が核による反撃を行なえばそれを受ける国は壊滅的な被害が予想されるので、その国の同盟国を核攻撃するというリスクに賭ける選択は期待値としてのデメリットが大きいため選択肢から外され、ある程度の抑止になっている、という考えもある。

## 冷戦後の核戦略の変遷
冷戦期は米ソ両大国が膨大な数の核兵器と運搬手段を生産し、巨大な核報復システムを構築した。目的はまず核攻撃を抑止すること、そして抑止が崩れて攻撃を受けた場合でも相手国を滅ぼすだけの核戦力を生残させ、報復するというものであった。
冷戦終結によって一時期は核軍縮が推進されたが、東西対立は再燃していった。

### アメリカ
アメリカの場合は1993年のボトムアップレヴューで示され「同時に発生する2箇所での大規模紛争に対応する」規模にまで削減されることになる。ボトムアップレヴューを受けて1994年に議会に提出された「核態勢の見直し」（NPR）は、中国とロシアを対象としたまま、いわゆる“ならず者国家”と大量破壊兵器を抑止することが盛り込まれ、また国家に支援されないテロリストの核には抑止が効かないことを承認した。1997年、大統領のビル・クリントンは大統領決定指令60（PDD60）に署名した。これはレーガン政権での大統領決定司令の内容、すなわち「ソビエトとの長期（6ヶ月）の核戦争を戦い抜き、勝利する」という戦略を放棄したものである。最盛期に7万発を数えた核弾頭を、2001年の戦略兵器削減交渉でブッシュがロシア大統領のプーチンに提案した1,700〜2,200発前後まで削減するという話は、その後の2002年5月のモスクワ条約で「両国の戦略核弾頭の配備数を2012年までに1,700〜2,200発まで削減する」と明文化されて形となったが、2007年現在でのアメリカ国内の動きでは、アメリカエネルギー省のNPR02（核兵器再考作業）で「2012年までにICBM用で2,085〜970発、SLBM用MIRVで3,600〜2,100発まで削減する」とされており、今でもモスクワ条約が有効であるかは不明である。
しかし、これは核抑止体制の放棄を目標とするものではなく、ICBM、弾道ミサイル原潜による同盟国への核の傘の提供同様引き続き維持され、ならず者国家を対象に使用される地中貫通核爆弾の開発も継続される。その開発のために核実験を必要とするアメリカはCTBTを批准していない。
アメリカはNATO諸国と核兵器の共同保有、いわゆる核共有を行っている。

### フランス
フランスは永らくドゴールの提唱した「全方位戦略」を採ってきた。IRIS所長のパスカル・ボニファス（Pascal Boniface）が繰り返しているように、フランスは核兵器の政治的価値を追求している。イギリスと違って必要な部品はすべてフランス国内で製造しており、独立した運用を維持している。
1996年にアルビオン高原の核サイロを閉鎖、現在は海軍のSSBNと空軍ならびに海軍航空隊の運用する空中発射型巡航ミサイルASMPによって核戦力を構成している。
大統領のシラクは2006年の演説で核戦力維持の方針を明らかにしているが、それが米露のような具体的かつ実用的な小型核の使用方針とは異なる（核実験場を永久閉鎖したために小型核の新規開発が出来ない）。
フランスはCTBTのオプションゼロを受け入れている。
フランスのマクロン大統領は安全保障に関して、アメリカに頼らないヨーロッパ独自の選択肢を持つべきだと提唱しており、ロシアのウクライナ侵攻を巡ってトランプ政権がヨーロッパへ敵対的な姿勢を見せる中、2025年3月にはフランスの核兵器によるヨーロッパの「核の傘」構築について協議を始める考えを示している。

### イギリス
イギリスは核兵器の政治的価値そのものを認めているため、これを放棄するには至っていない。しかし仮想敵の消失に伴い質量ともに削減を続けており、1998年に「戦略防衛見直し」において保有弾頭数を300から200以下に削減することを決定、首相のブレアはSTARTの進展に関わらず削減を進めるとした。同年、空軍が核兵器の運用を停止。海軍はヴァンガード級SSBN4隻を運用しているが、アメリカから導入したトライデントSLBMは最大12個の再突入体を搭載可能なところを3発に制限、1隻あたりトライデント16基で最大48発としている。
この最後の核兵器システムであるトライデントシステムが2010年に寿命を迎える事から、更新の可否によって核廃絶を行う最初の核兵器国になる可能性もあったが、2007年に“与党である労働党の反対を野党の保守党が覆す”ことで更新に必要な予算案200億ポンド（約4兆5000億円）が可決され、2050年ころまで核兵器が運用されることとなった。

### 中国
かつて中国の核戦力が旧式の固定式ICBMでありながら一定の有効性を持ちえたのは、ABMの能力が限定的で、先制攻撃の効果が不確実であるからであり、その状況下であれば、中国の弾道弾は阻止される事が無いが故にアメリカに（ソ連に対しても）損害見積もりを突きつけられるからである。
中国は現在軍事支出世界2位14兆円の国で軍事支出面ではロシアを抜き旧ソ連に近づきつつあるが、軍拡が完了するまではアメリカ本土に大量の核を向けアメリカに敵視されることを慎重に避けていること、核戦力が通常戦力ほど柔軟に使えない事、通常戦力による台湾併合能力構築を優先している事、のため旧ソ連ほどの核戦力の量的拡大は追求しておらず、近代化で、「アメリカの先制攻撃から生き延びられる生残性の高い少数の報復核戦力」により対米相互確証破壊を構築する事を目指している。
- 旧式の液体燃料方式のICBMである東風5号は、横穴から引き出して直立させてから燃料を注入して発射する場合（横置き状態で燃料常時充填しておき直立させようとすると重量によりタンク破壊を招く）、衛星による監視で燃料注入を察知したアメリカによるミニットマンの先制攻撃により発射前に破壊される危険性があったので、一定期間燃料を入れっぱなしにできる直立サイロの建設を徐々に進めていた。最近では、衛星で監視できない移動式で、燃料注入不要で即応発射できる固体燃料方式のICBMである東風31号Aへの更新が進みつつあり、MIRV化した東風41号の開発も進んでおり、両型あわせて100-150基配備する計画との事である。

- 中国初のSSBN夏型原子力潜水艦は稼働率が低い上に1隻しかなく、搭載する巨浪1号の射程が2500kmしかないため味方空軍の勢力圏外のハワイ以東まで進出せざるを得ず、しかも騒音が大きかったので発射位置に到着する前に発見されて撃沈される可能性が高く、実用核戦力というより習作の色彩が濃いものであった。晋型原子力潜水艦5隻への更新が進行中であるが、晋型原子力潜水艦の搭載する巨浪2号は射程8000kmで中国近海からでもアメリカ本土を攻撃できる上、ロシアのルービン研究所からの技術導入で静粛性が飛躍的に向上しており生残性の高い報復核戦力になっている。

2007年1月にASAT実験を行ったのは、主にアメリカに対するMD導入への牽制であるか、アメリカのネットワーク戦の要であるGPSシステムの崩壊能力を示威したものか、または本気で将来、大量に衛星破壊を行なう兵器システムを構築するつもりがあるのか、2007年末現在は判らないが、不意に飛来してくるミサイルの小さな弾頭を迎撃するMDよりは、一定の低軌道を飛ぶ脆弱な一定数の軍事衛星を好きな時と場所で攻撃するASATの開発・運用のほうがより現実的である。軍事衛星をすべて失えば米軍は有効な攻撃が不可能になる。ただし大規模な宇宙空間での破壊行為はケスラー・シンドロームを招くために、世界的批判に曝されるリスクがあることは、中国も2007年1月の実験で理解しているはずである。

### ロシア
ロシアは原油高による資源輸出（輸出総額の80%）による経済の好調（6%⁄年の経済成長）によって軍事的にも復調しているが、アメリカと全面対決できる国力や戦力規模ではなく、保有する核戦力は共産党時代（ソ連）の遺産に頼る部分が大きい。
2000年に策定された「ロシア連邦軍事ドクトリン」は核の使用について「核兵器などが使用された場合のみならず、ロシアの国家的安全にとって重大な状況下での通常兵器を使用する大規模侵攻に対する報復などのため、使用する権利を留保する」としている。ロシア政府は先制不使用の原則は維持されるし、核兵器を政治的抑止力とする戦略に変更は無いと説明しているが、ブッシュ政権の核の先制使用の宣言に対抗するもので「核の使用については、他のすべての危機解決手段が尽きるか効果が無いと判明した場合には使用できる」ともしている。
2001年の大統領であるブッシュJr・プーチン両氏の会談で対テロ戦争について協議され、翌2002年にはSORTにも合意、戦略核弾頭数を1700〜2200発に削減することが決まっている。また、2003年に提出された軍事ドクトリンではロシアならびに同盟国に対する圧力や攻撃に対して「戦略的抑止力を個別限定的に使用することを検討する」としており、アメリカ同様に核兵器による抑止から使用にシフトしているが、CTBTは批准している。なおロシアは核弾頭を保管可能な状態とするアメリカに同調しており、戦略兵器としてカウントされない核弾頭も「ロシア軍の土台として残る」とプーチンも発言している事から、核兵器用の放射性物質が核兵器として使用されないようにする、あるいは民生用途に転用するための何らかの処理を受けているわけではない（SORTは核兵器の削減は求めても廃棄を定めてはいない）。

### 北朝鮮
北朝鮮は「アメリカの侵略戦争の危険性が現実化している状況で（実験用）黒鉛減速炉による核活動の用途を変更し、自衛的な核抑止力を保有するようになった」と言明している。
しかし、北朝鮮は、中国の8倍、200基以上のノドン準中距離弾道ミサイルを日本向けに配備しており、十数ヶ所の在日米軍基地に対する自衛的抑止力と言うには多すぎる。38°線の戦車を旧式のまま据え置いてまでノドンに資金を投入し200基も揃える理由は抑止力では説明が付かない（ただし、200基全てが核弾頭装備というわけではなく、北朝鮮のミサイル搭載可能な核弾頭数は2013年時点の見積もりで23個である）。
そのため、北朝鮮は、核を手段とした「金王朝」による朝鮮半島統一の選択肢を捨てておらず、日米両国に核ミサイルを突きつけて介入を阻止する意向ではないかと観測する専門家もいる。
北朝鮮の唱える「自衛的な抑止力」に何故200基もの日本向けノドンが必要なのか明確な公式説明はなされていない（「アメリカの北朝鮮核攻撃に、アメリカ諸都市ではなく日本の諸都市への報復攻撃で応えるのが北朝鮮の抑止戦略なのではないか」という観測も有る）。
また、北朝鮮当局が運営に関わる組織「わが民族同士」が「われわれには、世界が見たことも聞いたこともない現代的武器があり、それは単なる見せかけではない」などと主張する動画をインターネット上に公開した事があるが、これは放射線強化型の原爆ではないか、といった指摘がある。
慶応義塾大学名誉教授の小此木政夫によれば、北朝鮮の核ドクトリンは戦術核と戦略核の同時開発を行うものであり、「通常兵器に向けられていた資本を核開発や経済活動に」向けたことで「通常兵器が使えなくなっている」と推測しており、武力衝突が発生した場合は核兵器を「使用せざるを得ないという状況」にあり「北朝鮮にとっても、危険な選択だけがあるという状況」だとしている。
- 2009年2月2日、朝鮮人民軍総参謀部は朝鮮半島非核化について「核兵器を保有する当事者が同時に核軍縮を実現する道しかない。南朝鮮での核兵器生産と搬入、その配備と利用、南朝鮮とその周辺地域で我々に加えられるすべての核脅威に対する根源的な清算を目標とする朝鮮半島全域の非核化である」などの見解を表明する[25]

## 核軍縮
個々の詳細は当該記事を参照のこと。
- SALT I:1969年より交渉開始、1972年5月妥結
- ABM制限条約:1972年締結、2002年、アメリカの脱退で無効化
- SALT II:1979年に調印したがアメリカ議会の批准拒否により1985年に期限切れ失効
- INF全廃条約:1987年調印、1998年発効、1991年廃棄完了
- START I:1991年調印、1994年批准、2001年削減完了
- START II:1993年に調印したが双方は実行せず
- START III（第三次戦略兵器削減条約）:1999年交渉開始するも進展せず
- モスクワ条約（SORT）:2002年締結、2012年を削減期限としていた
- 新START:2010年調印、2011年発効

## 非核兵器地帯
消極的安全保障として非核兵器地帯がある。
非核兵器地帯条約
- トラテロルコ条約（ラテンアメリカ及びカリブ核兵器禁止条約）
- ラロトンガ条約（南太平洋非核地帯条約）
- バンコク条約（東南アジア非核兵器地帯条約）
- ペリンダバ条約（アフリカ非核兵器地帯条約）
- セメイ条約（中央アジア非核兵器地帯条約）

その他の非核兵器地帯
- 南極条約
- 海底における核兵器等設置禁止条約
- 宇宙条約、月協定

## 核抑止論を取り上げた作品
- 特撮テレビドラマ - ウルトラセブン 第26話「超兵器R1号」 (1967年)
- 漫画 - 沈黙の艦隊 (1988年-1998年)
- ビデオゲーム - メタルギアソリッド ピースウォーカー (2010年)